# Anthracite (couleur)
Pour l’article homonyme, voir Anthracite (homonymie).
Cet article court présente un sujet plus développé dans : Gris.
L'anthracite, ou le gris anthracite, est un nom de couleur en usage dans le domaine de la mode, pour désigner une nuance de noir ou de gris très foncé, d'après une variété de charbon d'un noir brillant, l'anthracite.

## Histoire
Le terme « anthracite » n'a acquis son sens moderne qu'au XIXe siècle ; il désignait auparavant des pierres de différentes couleurs. Grâce à l'invention des couleurs à l'aniline, dérivée du charbon, et du noir d'aniline à partir de 1863, les noirs profonds deviennent réalisables ; on peut en distinguer plusieurs nuances et leur donner plusieurs noms.
« Couleur d'anthracite » désignant un noir est attesté en 1913. « Couleur anthracite », dans le domaine de la mode, est attesté en 1935.